# Walther Raue
Walther Raue (Oostvoorne, 9 februari 1929 – 19 mei 2019) was een monumentenzorger en bijna 25 jaar de eerste directeur van Vereniging Hendrick de Keyser.

## Biografie
Raue was de zoon van tekenleraar en beeldhouwer Jacobus Christiaan Raue (1887-1970) en Anna Dina Gesina Roozeboom (1894-1975); zijn grootvader Carl Raue (1835-1908) kwam vanuit Bommerholz (Witten (Duitsland)) naar Nederland en trouwde in 1861 met Johanna Neiszen (1832-19879) met wie hij acht kinderen kreeg; uit Carl Raues tweede huwelijk met de 20 jaar jongere Sophie Neiszen in 1882 kwamen nog vier kinderen voort. Walther studeerde voor bouwkundig ingenieur, net als zijn broer dr. ir. Johannes Jacobus Raue (1923-2003), welke laatste restauratie-architect en later wetenschappelijk hoofdmedewerker historische wetenschappen van de afdeling bouwkunde aan de TU Delft werd.
In 1961 trad Raue in dienst van de Vereniging Hendrick de Keyser waarvan hij in 1970 de eerste directeur zou worden. Onder zijn directoraat groeide het bezit van de vereniging aanzienlijk, maar kreeg het ook te maken met bezuinigingen op de monumentenzorg. Dit deed zich vooral voelen aangezien de vereniging veel panden opkocht / kon opkopen die zeer dringend aan herstel toe waren, en subsidies dus zeer nodig waren. In de tijd van bezuinigingen deed de vereniging nog meer een beroep op particulieren, en zij verwierf ook bij legaat of testament verder bezit; de financiële positie van de vereniging bleef onder zijn bewind gezond. Onder de vele aankopen tijdens zijn periode behoort in 1971 de tweede helft van het zogenaamde Huis Bartolotti waarin de vereniging haar zetel heeft en waarover de bewoner Gustav Leonhardt een uitgebreide monografie schreef  (de andere helft bezat zij al).
In 1993 vierde de vereniging onder zijn directoraat het 75-jarig bestaan van de in 1918 opgerichte organisatie. Dit deed zij met de uitgave van een vierdelige reeks Huizen in Nederland, een serie waarin vele huizen van de vereniging beschreven werden, onder leiding van de architectuurhistoricus prof. dr. ir. Ruud Meischke; Raue en zijn broer ir. J.J. Raue werkten aan deze serie ook zelf mee.
In 1994 ging Raue met pensioen, na bijna 25 jaar directeur, en bijna 35 jaar werkzaam te zijn geweest bij de vereniging. Voor zijn bijdrage aan de monumentenzorg werd hij in 1987 benoemd tot Officier in de Orde van Oranje Nassau.
Ing. W. Raue overleed in 2019 op 90-jarige leeftijd, zijn studiegenote, vakgenote en latere echtgenote ing. Margaretha Jacoba Raue-de Lange (1928-2019) met wie hij sinds 1954 bijna 65 jaar was getrouwd), twee kinderen en verder nageslacht achterlatend.